# گمینا پنگوه (استان ماسوویان)
گمینا پنگوه (استان ماسوویان) (به لهستانی:  Gmina Pniewy) یک گمینا در لهستان است که در شهرستان گرویتس واقع شده‌است. گمینا پنگوه ۱۰۲٫۰۵ کیلومتر مربع مساحت و ۴٬۵۹۷ نفر جمعیت دارد.